# Shadows of the Sun
Shadows of the Sun – siódmy album norweskiego zespołu muzycznego Ulver wydany 1 października 2007 roku przez niezależną wytwórnię płytową Jester Records.

## Lista utworów
1. „Eos” – 5:05
2. „All the Love” – 3:42
3. „Like Music” – 3:30
4. „Vigil” – 4:27
5. „Shadows of the Sun” – 4:36
6. „Let the Children Go” – 3:50
7. „Solitude” – 3:53
8. „Funebre” – 4:26
9. „What Happened?” – 6:25

## Twórcy
- Kristoffer Rygg – wokal, produkcja, programowanie
- Tore Ylwizaker – produkcja, programowanie
- Jørn H. Sværen – różne
- Oslo Session String Quartet
  - Hans Josef Groh – wiolonczela
  - Dorthe Dreier – altówka
  - André Orvik – skrzypce
  - Vegard Johnsen – skrzypce w „Eos”, „Vigil” i „What Happened?”
- Mathias Eick – trąbka w „All the Love”, „Let the Children Go” i „Solitude”
- Christian Fennesz – elektronika w „Vigil”
- Espen Jørgensen – gitara akustyczna w „Vigil” i gitara elektryczna w „Like Music” i „Solitude”
- Pamelia Kurstin – theremin w „All the Love” i „Funebre”
- Audun Strype – mastering
- Trine Paulsen – projekt okładki i wkładki
- Kim Sølve – projekt okładki i wkładki
- Utwór „Solitude” autorstwa Ozzy’ego Osbourne’a, Tony’ego Iommi, Geezera Butlera i Billa Warda